# Francisco Concha Castillo
Francisco Antonio Concha Castillo,  nació en Santiago de Chile el año de 1855 y falleció en la misma ciudad el 9 de septiembre de 1927. Fue un abogado, profesor, periodista, poeta y diputado chileno.

## Familia

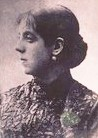
Su esposa
Elena Garmendia Reyes

Es hijo de Francisco Concha Quiroz y Mercedes Castillo Valenzuela. Contrajo matrimonio con Elena Garmendia Reyes,(falleció en Santiago de Chile el 22 de diciembre de 1920) - hija de Rafael Garmendia Luco y Josefa Reyes Gómez-.
 Tuvieron ocho hijos que fueron: Elena († 15 de mayo de 1961) Jaime († 29 de diciembre de 1902), Alfredo († 23 de enero de 1940), María († 10 de mayo de 1972), Mercedes († 11 de noviembre de 1970), Josefina († 14 de marzo de 1973), Fernán Luis († 7 de septiembre de 1977) Guillen (†13-mayo-1941).

Fue cercano a Pedro Nolasco Cruz Vergara, Álvaro Casanova Zenteno y de Rafael Errázuriz Urmeneta. Sobrino de Melchor Concha y Toro.

## Estudios
Estudio humanidades en el colegio de los Padres Franceses  de Santiago de Chile, Posteriormente estudio leyes en la Universidad de Chile, titulándose de abogado.

## Actividad pública y privada
Ejerció  primero como abogado, posteriormente director del Ateneo en Santiago de Chile. Se formó con la mayoría de los socios del Club del Progreso, participando en este, Pedro Balmaceda Toro, Carlos Luis Hubner; Daniel Riquelme, Alfredo Irarrázaval, Luis Orrego Luco, Domingo Amunategui Solar, Luis Arrieta Cañas, Arturo Alessandri Palma, Pedro Antonio Gonzalez entre otros.
Militó en el Partido Conservador. Electo diputado por la circunscripción Caupolicán, por el periodo 1888-1891. Al retirarse de diputado y no se re postulo a dicho cargo, siguió la carrera de periodismo, además impartió clases y escribió poesía. Fue parte del consejo de instrucción pública. Socio destacado de la Academia Chilena de la Lengua que corresponde a la Real Academia Española. En 1884 contribuyó a la fundación y redacción en la revista Artes y Letras.

## Poesía
Sus publicaciones fueron:
- Al Vivir publicado en 1923
- Escena Lírica publicado en 1927.

## Muerte
Francisco A. Concha Castillo muere el 9  de septiembre de 1927 y sepultado en el cementerio católico el 11 de septiembre de 1927. El miércoles 28 de septiembre de 1927, la dirección del colegio de los sagrados corazones le dedicó una misa de réquiem por su eterno descanso, en donde asistió toda la intelectualidad chilena. En 1933 se termina de construir el mausoleo de su familia Concha Garmendía, lo cual se trasladan sus restos mortales y el de su esposa que se ubican en el altar. Sobre este se encuentra el siguiente poema:

Aquí amanece para el alma humana
Del efímero tiempo desprendida
La alborada sin fin de aquella vida
Que a través de sus sombras vio lejana

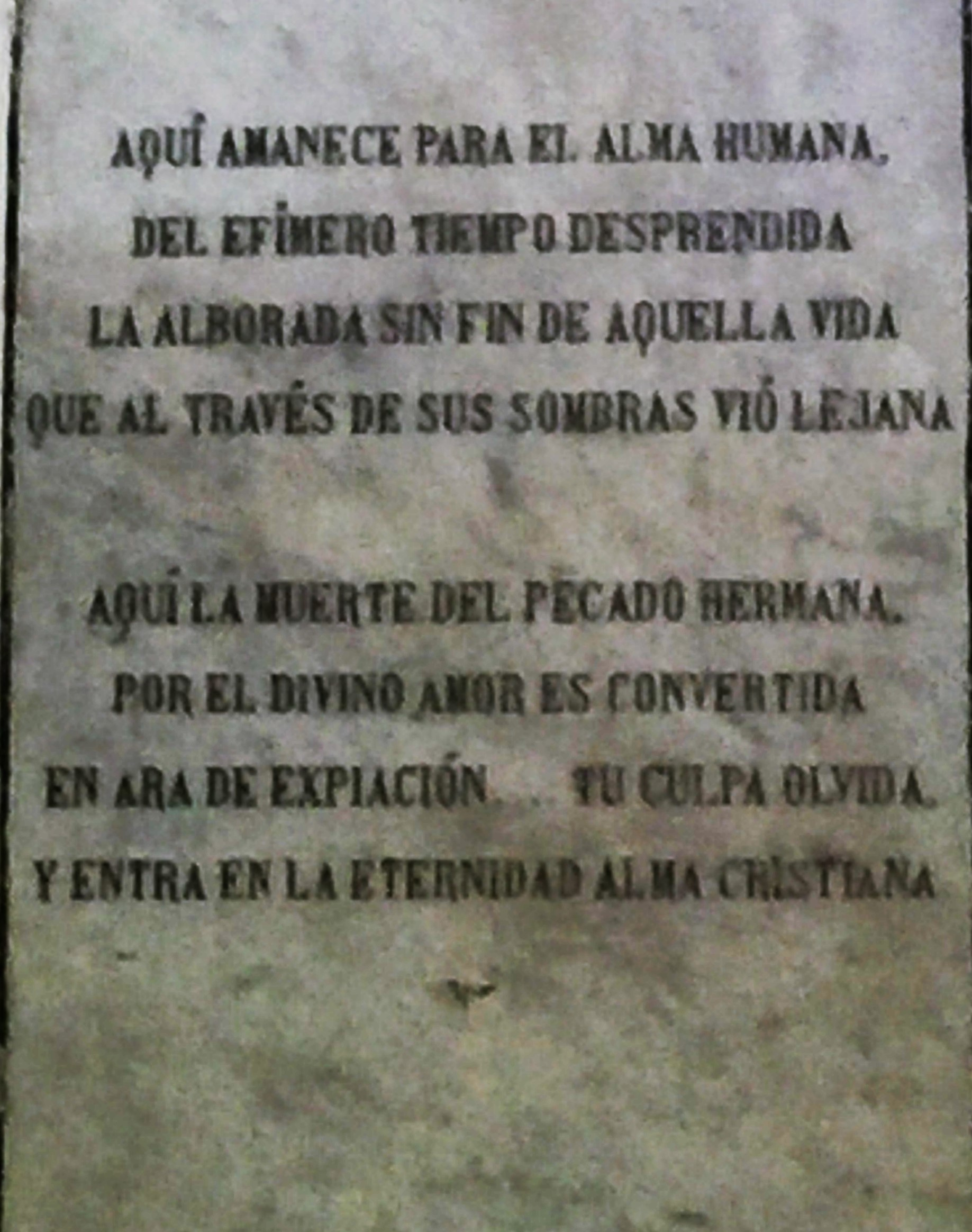
Poesía de Concha Castillo

Aquí la muerte del pecado hermana
Por el divino amor es convertida
En la expiación… tú culpa olvida
Y entra en la eternidad alma cristiana

Aquí guarda La Cruz el cuerpo inerte
En que viviste aprisionada al suelo
Toda su vanidad aquí se encierra

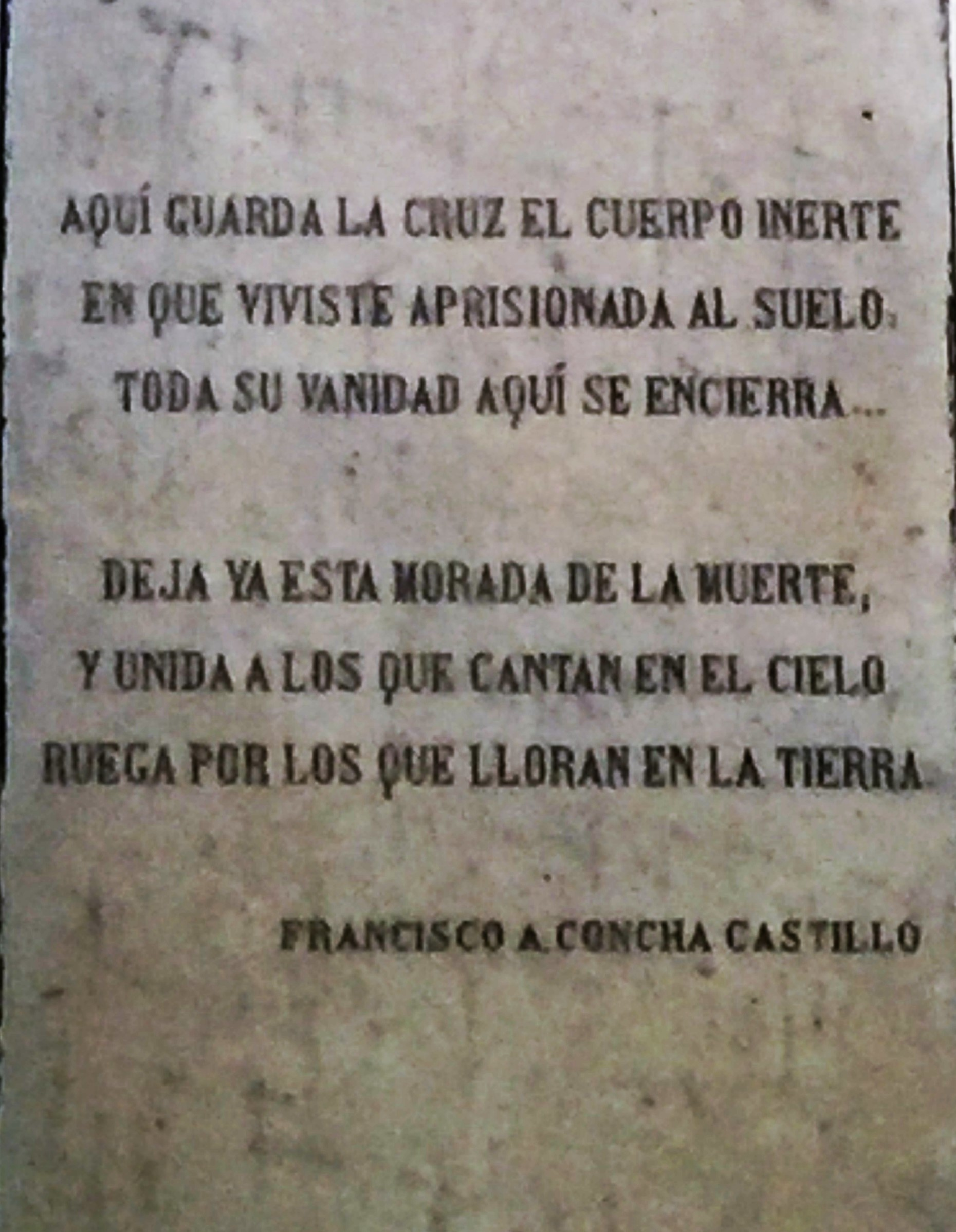
Poesía de Concha Castillo

Deja ya esta morada de la muerte
 Y unida a los que cantan en el cielo
Ruega por los que lloran en  la tierra

Francisco A. Concha Castillo

## Legado
Concha Castillo fue un poeta clásico, donde cuida de sobremanera la expresión con un acentuado espíritu religioso.  Como católico y cristiano, vela su prosa con el idealismo más puro: pone sus facultades al servicio de sus grandes ideales católicos.
Su vida es consagrada al bien y a la virtud. Su expresión es pura y exacta de una existencia idealizada por los más altos cultos religiosos. Sus versos son puros, castos y armoniosos; sus ideas son sanas y optimistas, su inspiración constante es religiosa y elevada, su estilo es decoroso, castizo y vivo.